# Брендон Вальяло
Брендон Вальяло (нар. 11 липня 1998, Йоганнесбург, ПАР) — південноафриканський професійний стріт-скейтбордист, призер турнірів, Чемпіон ПАР, учасник змагань серед чоловіків на літніх Олімпійських іграх 2020 року в Токіо. Відомий також за прізвиськом Сімба (суахілі «Лев», через пишну зачіску).

## Кар'єра
Вальяло народився і виріс у Йоганнесбурзі. Вперше став на скейтборд у віці трьох років, коли знайшов стару дошку свого брата. Спочатку скейтбордінг був для нього хобі, але після перших перемог на змаганнях десь у віці дев'яти років, почав усе більше зосереджуватись на спортивній кар'єрі. Одним з джерел натхнення для нього був образ Райана Шеклера в телевізійному шоу «Життя Райана».
Вальяло дебютував на місцевій професійній арені в 2013 році, виграв титул чемпіона Південної Африки, а також чемпіона світу серед молоді на Кубку Даймонд-Кімберлі 2014 року. Захистив свій титул Чемпіона ПАР у 2015 році. 2017 Вальяло фінішував першим на фестивалі 2017 Ultimate X, що позиціонувався як відкритий Чемпіонат Африки зі скейтбордингу, 18-річний Брендон був наймолодшим учасником. Пізніше того ж року він взяв участь у World Cup of Skateboarding.
Вальяло кваліфікувався на чоловічих змаганнях літніх Олімпійських ігор 2020 року, як найкращий африканський скейтбордист, попри невисокий загальний світовий рейтинг. Незважаючи на перелом зап'ястя за кілька днів до попередніх розіграшів, він змагався в гіпсовій пов'язці і фінішував 18-м у загальному заліку.